# 언제나 칸타레
《언제나 칸타레》는 tvN에서 방영된 리얼리티 텔레비전 프로그램이다.

## 방송 시간
| 시즌   | 방송 기간                   | 방송 시간           |
| ------ | --------------------------- | ------------------- |
| 시즌 1 | 2014년 12월 5일 ~ 12월 26일 | 금요일 밤 11시 30분 |
| 시즌 2 | 2015년 6월 20일 ~ 7월 4일   | 토요일 밤 11시 10분 |
| 시즌 2 | 2015년 7월 11일 ~ 8월 1일   | 토요일 밤 11시 30분 |

## 출연자

### 시즌 1
- 금난새
- 박명수
- 공형진
- 오상진
- 정희철
- 안효섭
- 헨리
- 하니
- 혜린
- 샘 해밍턴
- 샘 오취리
- 벤지
- 이지연
- 주안
- 김서연
- 브랜다

### 시즌 2
- 금난새
- 헨리
- 안효섭
- 오상진
- 박명수
- 김준현
- 벤지
- 이영하
- 이아현
- 김재경
- 장수원
- 뮤지
- 이지연
- 정희철
- 혜이니
- 의진
- 곽희성
- 에디 킴

## 시청률
- AGB닐슨 미디어 리서치에서 공개한 표를 바탕으로 작성한 시청률이다.

### 시즌 1
| 회차 | 회차             | 시청률 |
| ---- | ---------------- | ------ |
| 1화  | 2014년 12월 5일  | 2.215% |
| 2화  | 2014년 12월 12일 | 1.768% |
| 3화  | 2014년 12월 19일 | 1.700% |
| 4화  | 2014년 12월 26일 | 1.515% |

### 시즌 2
| 회차 | 회차            | 시청률 |
| ---- | --------------- | ------ |
| 1화  | 2015년 6월 20일 | 0.899% |
| 2화  | 2015년 6월 27일 | 0.683% |
| 3화  | 2015년 7월 4일  | 0.982% |
| 4화  | 2015년 7월 11일 | 0.768% |
| 5화  | 2015년 7월 18일 | %      |
| 6화  | 2015년 7월 25일 | 0.499% |
| 7화  | 2015년 8월 1일  | %      |